# Hynobius leechii
Hynobius leechii е вид земноводно от семейство Hynobiidae.

## Разпространение
Видът е разпространен в Китай, Северна Корея и Южна Корея.